# سد وادي نعام
سد وادي نعام أو سد نعام هو أحد سدود منطقة تبوك الواقعة شمال المملكة العربية السعودية.

## نبذة
تم اعلان ترسة مشروع إنشاء سد نعام سنة 2017 و لتبلغ سعته التخزينية مليون و 500 ألف متر معكب و طول 510 متر و ارتفاع 10 أمتار.

## أهداف إنشاء السد
انشىء السد بهدف حماية الممتلكات من الفيضانات و الشرب والزراعة و تعزيز المياه الجوفية.

## تكاليف السد الإجمالية
نُفذ سد نعام في مشروع مشترك ضمن أربع سدود بالمنطقة بلغت تكلفتها الإجمالية 63 مليوون ريال.

## وصلات خارجية
- الموقع الرسمي لوزارة المياه والكهرباء السعودية